# You and Me and the Devil Makes 3
«You and Me and the Devil Makes 3» es la décima canción álbum de Marilyn Manson, Eat Me, Drink Me. La canción ya fue cantada en algunos conciertos en 2007 y, también tiene varios remixes. Fue uno de los singles para promocionar el álbum de Manson en su momento, junto a Putting Holes in Happiness.

## Versiones
- «You and Me and the Devil Makes 3» (Versión del CD)
- «You and Me and the Devil Makes 3» (Editada para Radio)
- «You and Me and the Devil Makes 3» (Remix)